# Кореновск
Кореновск (рус. Кореновск) град је на југозападу европског дела Руске Федерације. Налази се у централном делу Краснодарске покрајине и административно припада њеном Кореновском рејону чији је уједно и административни центар.
Према подацима националне статистичке службе РФ за 2017, у граду је живело 41.823 становника и био је деветнаести по величини град у Покрајини.

## Географија
Град Кореновск се налази у централном делу Краснодарске покрајине на неких 60 километра североисточно од покрајинског административног центра Краснодара. Град се налази у пространој Кубањско-приазовској степи на надморској висини од око 40 m и лежи на обе обале реке Леви Бејсужек, леве притоке Бејсуга.
Значајно је саобраћајно средиште и кроз њега пролази деоница федералног аутопута М4 „Дон” који спаја Новоросијск са Москвом, те железничка пруга на релацији Краснодар−Тихорецк.

## Историја
Године 1794, на левој обали реке Леви Бејсужек основано је козачко насеље Кореневско, а назив је добило по истоименом украјинском селу из данашње Житомирске области одакле је већина козачких породица расељена на ово подручје. Кореновск је било једно од првих 58 насеља које су на Кубању основали досељени придњестровски Козаци у периоду између 1792. и 1795. године. Већ током првих пола године од оснивања у Кореновск су се доселиле 572 особе, а већ током првих година наредног века у селу су живеле 274 породице.
Прва сеоска црква посвећена Светом сави саграђена је 1833, а у склопу цркве деловале су мушка и женска школа. Број становника је убрзано растао па су према подацима из 1882. у селу живела 4.402 становника у 607 домаћинстава. Шест година касније, 1888, кроз село је прошла и железница, што се позитивно одразило на даљи прилив новог становништва, па је тако у Кореновску почетком 20. века живело око 18.000 становника.
Одлуком Президијума врховног совјета Руске СФСР од 21. јула 1961. станица Кореновскаја преображена је у град Кореновск.

## Демографија
Према подацима са пописа становништва 2010. у граду је живело 41.116 становника, док је према проценама за 2017. било 41.823 становника. По броју становника Кореновск се 2017. налазио на 19. месту у Покрајини.
| 1897.  | 1939.  | 1959.  | 1970.  | 1979.  | 1989.  | 2002.  | 2010.  | 2017.  |
| ------ | ------ | ------ | ------ | ------ | ------ | ------ | ------ | ------ |
| 10.104 | 13.284 | 18.200 | 26.323 | 34.967 | 35.768 | 40.844 | 41.166 | 41.823 |

Према подацима из 2017. Кореновск се налазио на 368. месту међу 1.112 званичних градова Руске Федерације. Према подацима са пописа 2010. основу популације чинили су етнички Руси са уделом од око 92%, а најбројније мањинске заједнице били су Јермени са 3,0% и Украјинци са 1,9%.